# The Decemberists
The Decemberists é uma banda estadunidense de indie folk formada na cidade de Portland, Oregon, por Colin Meloy (vocais, violão, principal compositor), Chris Funk (violão, multi-instrumentista), Jenny Conlee (piano, teclado) Nate Query (baixo) e John Moen (bateria).
Seu EP de estreia, "5 songs", foi lançado de forma independente em 2001. Seu oitavo e último álbum de estúdio, I'll Be Your Girl, foi lançado em 16 de março de 2018 pela gravadora Capitol e é o quinto álbum da banda gravado com o selo.
Além de suas letras, frequentemente focadas em incidentes históricos e/ou folclore, o The Decemberists também é conhecido por seus shows ecléticos. A participação do público é uma parte da performance, tipicamente durante os encores. A banda encena reconstituições caprichosas de batalhas navais e outros eventos antigos, geralmente de interesse regional, ou interpreta músicas com pessoas da plateia.
Em 2011, a faixa "Down by the Water, do álbum The King is Dead, foi indicada na categoria Melhor Canção de Rock no 54º Grammy Awards.

## Apresentação
Embora os Decemberists sejam geralmente classificados como indie pop, eles percorrem estilos musicais tão variados como rock progressivo e folk, utilizando instrumentos peculiares como o xilofone, o acordeão e o contrabaixo acústico. Suas letras fogem da angústia e introspecção do rock atual, contando histórias sobre personagens fantásticos e melancólicos como piratas, órfãos, prostitutas e limpadores de chaminé com o riquíssimo vocabulário do vocalista/compositor Colin Meloy.
A banda é constantemente comparada ao Neutral Milk Hotel.
As capas e a arte promocional dos três primeiros discos dos Decemberists foram criadas pela artista gráfica americana Carson Ellis, namorada de Colin Meloy e mãe do seu primeiro filho, Henry.

## História

### 2000: Formação
A banda foi formada no ano 2000, quando Colin Meloy deixou a sua antiga banda Tarkio, em Montana, e mudou-se para Portland, Oregon. Foi lá que conheceu Nate Query, que por sua vez apresentou Meloy para Jenny Conlee (eles haviam tocado juntos na banda Calobo).  Se apresentando em um show solo antes de conhecer Query, Meloy conheceu Chris Funk. Funk era um fã do Tarkio e tocou pedal steel nos dois primeiros álbuns do The Decemberists não oficialmente, somente se tornando um membro da banda no terceiro álbum. O primeiro baterista da banda, Ezra Holbrook, foi substituído por Rachel Blumberg após o álbum Castways and Cutouts, que por sua vez foi substituída por John Moen após o álbum Picaresque. O nome da banda faz referência à Revolta Dezembrista, uma insurreição da Rússia Imperial em 1825. Meloy afirmou que o nome também invoca o "drama e a melancolia" do mês de dezembro.
Seu primeiro EP, "5 Songs", foi lançado de forma independente em 2001, e posteriormente relançado pela gravadora americana Hush no ano seguinte (esse relançamento incluiu uma música extra, ou seja, continha seis músicas, apesar do nome). Os membros da banda tocaram por várias horas no hotel McMenamins na noite anterior da gravação para arrecadar o dinheiro que eles precisavam para gravar no estúdio no dia seguinte. Originalmente o EP serviu como fita demo e as cinco músicas contidas nele (com exceção de "Apology Song") foram gravadas em menos de duas horas.

### 2003-2005: Kill Rock Stars
Após lançar o primeiro álbum da banda, Castaways and Cutouts (2002), pelo selo Hush Records, a banda assinou com a gravadora Kill Rock Stars, que relançou seu álbum de estreia e lançou mais dois discos e dois EPs. O álbum Her Majesty the Decemberists foi lançado em 2003. Em 2004, a banda lançou "The Tain", um single com 18 minutos e meio, baseado no épico da mitologia irlandesa, "Táin Bó Cúailnge". O último álbum lançado pela Kill Rock Stars foi Picaresque, que foi gravado numa antiga igreja.
Em Março de 2005, os Decemberists divulgaram o videoclipe do single "Sixteen Military Wifes" via BitTorrent,. em uma estratégia talvez inédita para uma banda com um contrato de gravação e bem conhecida nos círculos indie. Nesse mesmo mês, a van com a qual o grupo fazia uma turnê foi roubada, assim como todos os instrumentos dos integrantes. Fãs contribuíram com doações e outras arrecadações foram organizadas através de um leilão no eBay, com compradores disputando cópias do álbum Colin Meloy Sings Morrissey e obras originais da ilustradora Carson Ellis. O grupo também obteve ajuda de outras bandas e músicos como Lee Kruger, The Shins, The Dandy Warhols, entre outros. A fabricante C.F. Martin & Company cedeu violões de seis e doze cordas como empréstimo. No início de abril, a polícia encontrou a van com alguns materiais de publicidade da banda na cidade de Clackamas, Oregon, mas os instrumentos e equipamentos jamais foram recuperados.

### 2005-2006: Estreia na Capitol Records eThe Crane Wife
Em dezembro de 2005, Colin Meloy informou ao site Pitchfork Media que os Decemberists assinaram com a gigante Capitol Records, e planejavam começar a gravar seu próximo álbum com os produtores Tucker Martine e Chris Walla (da banda Death Cab for Cutie) em abril de 2006.  O primeiro álbum gravado pela Capitol, The Crane Wife, foi lançado em 3 de outubro de 2006. O lançamento foi acompanhado pela apresentação, no mesmo dia, no programa Late Night with Conan O'Brien, com uma performance de "O Valencia!". A turnê de divulgação (chamada "The Rout of the Patagons Tour") iniciou em 17 de outubro de 2006, no Crystal Ballroom, na cidade de Portland, Oregon. O show de abertura era da banda Lavender Diamond. Posteriormente, o músico escocês Alasdair Roberts passou a fazer a abertura.
Em novembro de 2006, a banda encorajou os fãs a criar um clipe para o single "O Valencia!" se utilizando de filmagens da banda em frente a uma tela verde. Em seu programa no Comedy Central, Stephen Colbert fez uma brincadeira simulando uma briga com a banda, alegando que seu "desafio da tela verde" foi criado primeiro; a banda retrucou dizendo que a sua luta de sabre de luz no palco em São Francisco precedeu a ideia de Colbert. A briga culminou em uma competição de solos de guitarra no programa de Colbert em 20 de dezembro, com o guitarrista Funk representando a banda. Após Colbert fingir um ferimento na mão, Peter Frampton assumiu o seu lugar e ganhou pelo voto da audiência. O prêmio por ganhar o desafio foi uma cópia de The Crane Wife. De acordo com Meloy, o desafio não foi roteirizado, apesar da banda saber que Frampton iria intervir por Colbert.

### 2007: Turnê "A Bit of Grass-Stain Does Not a Ruined Pair of Jeans Make"
Em julho de 2007, a banda embarcou em uma turnê de cinco apresentações com acompanhamento de uma orquestra completa. Em 7 de julho, a turnê pôs a banda no palco do histórico Hollywood Bowl pela primeira vez, junto com a Los Angeles Orchestra.. Em 15 de julho, a banda se apresentou com a Mann Festival Orchestra no Mann Center for the Performing Arts, na cidade da Filadélfia, Pensilvânia, onde estrearam uma nova música e, em 23 de julho, com a Atlanta Symphony Orchestra no lendário Chastian Park Amphitheater em Atlanta, Geórgia. Por fim, a banda realizou um concerto gratuito no Millennium Park, em Chicago, com a Grant Park Symphony Orchestra.

### 2008: "Always the Bridesmaid"
Os membros do The Decemberists apareceram, creditados individualmente (como "Colin Meloy, Chris Funk, Jenny Conlee, Nate Query e John Moen"), para realizar uma apresentação de apoio ao então candidato à presidência dos Estados Unidos pelo Partido Democrata, Barack Obama, em um comício no Tom McCall Waterfront Park, em Portland, Oregon, em 18 de maio de 2008. Em 14 de outubro de 2008, a banda começou a lançar uma série de singles chamada "Always the Bridesmaid"; um volume foi lançado a cada mês até o fim do ano. A banda também fez uma pequena turnê para divulgação dos singles, incluindo uma participação no programa Late Night with Conan O'Brien.

### 2009:The Hazards of Love
The Hazards of Love foi lançado em 24 de março de 2009, pela Capitol Records. Ficou disponível para download no iTunes uma semana antes, em 17 de março de 2009. A faixa "The Rake's Song" foi disponibilizada para download no website da banda antes do lançamento do álbum. Durante a turnê norte-americana de 2008 do vocalista Colin Meloy, ele tocou algumas músicas novas que seriam incluídas no álbum. O álbum foi produzido por Tucker Martine.
Em um post no blog "Rock 'n' Roll Daily", da revista Rolling Stone, a banda revelou mais detalhes sobre o álbum. O plano original era que The Hazards of Love fosse um musical encenado. No entanto, parecia que a estória era impossível de ser apresentada neste formato. Ao invés disso, a banda tocou o álbum inteiro na ordem, da primeira à última música, em cada concerto da turnê de fim de ano. Um comunicado de imprensa dizia: "O álbum começou quando Meloy - há muito fascinado pelo revival do folk britânico dos anos 60 - encontrou uma cópia do EP de 1966 da venerada vocalista Anne Briggs, intitulado The Harzards of Love. Já que na verdade não havia uma música com o título do álbum, ele se propôs a escrever uma, mas logo ficou imerso em algo muito mais amplo. The Hazards of Love conta a estória de uma mulher chamada Margaret; seu amante metamórfico, William; sua mãe rainha das fadas da floresta; e um libertino lascivo de sangue frio, que relata com espantosa facilidade como ele veio a ter uma vida tão livre e fácil em "The Rake's Song". Becky Stark, da Lavender Diamond, e Shara Nova, da My Brightest Diamond, gravaram os vocais das personagens femininas, enquanto Jim James, da My Morning Jacket, Rebecca Gates, da The Spinanes, e Robyn Hitchcock fizeram personagens coadjuvantes. O alcance dos sons refletem os arcos narrativos dos personagens, da melodia monótona do acordeão em  "Isn't it a Lovely Night?" ao trovão de heavy metal de "The Queen's Rebuke/The Crossing".
Em 9 de fevereiro de 2009, o The Decemberists anunciou, em uma nota para os fãs, que eles embarcariam para a primeira etapa da turnê "A Short Fazed Hovel", de 2009, iniciando em 19 de maio no Hollywood Palladium, em Los Angeles. A nota incluía uma lista completa com as datas das apresentações da primeira etapa da turnê, finalizando em 14 de junho, no Bonnaroo Music & Arts Festival em Manchester, Tennessee. Em 27 de abril, a banda apresentou uma versão mais curta de "The Wanting Comes in Waves/Repaid" no programa The Colbert Report.
Em 14 de agosto de 2009, o The Decemberists se apresentou no Benedum Center, em Pittsburgh, Pensilvânia. Durante o show, os membros da banda apresentaram uma esquete onde corriam pelos corredores encenando uma batalha fictícia no Fort Pitt.
Em 19 de setembro de 2009, a banda se apresentou no Terminal 5, em Nova Iorque, onde a setlist foi composta de músicas sorteadas em uma grande roda de bingo no palco. O apresentador da noite foi o cantor/compositor John Wesley Harding e a abertura foi feita por Laura Veirs And The Hall of Flames. A setlist aleatória incluiu "July, July!", "Yankee Bayonet(I Will Be Home Then)", "The Tain I-V", "Annan Water", "The Crane Wife 3" e "The Island/Come and See/The Landlord's Daughter/You'll Not Feel the Downing" e uma música inédita chamada "Miracle on the Hudson".
Em 2009, a banda também contribuiu com a música "Sleepless" para o álbum beneficente Dark Was the Night, o qual foi produzido pela Red Hot Organization.
Durante a turnê européia em meados de 2010, a banda apresentou "The Mariner's Revenge Song" ao final de cada show. O público foi encorajado a gritar como se estivessem sendo devorados pela baleia mencionada na narrativa da canção enquanto a banda fingia morrer no palco.

### 2010-2011:The King Is Deade hiato
O The Decemberists permaneceu fora das turnês enquanto gravava um novo álbum de estúdio. Em 4 de setembro de 2010, a banda abriu o show de Bob Dylan, no primeiro dia do Bumbershoot Arts and Music Festival, em Seattle, Washington, onde anunciaram que estavam terminando a gravação de um novo álbum e apresentaram três faixas inéditas. The King is Dead foi lançado em 14 de janeiro de 2011 e marcou uma volta da banda à sonoridade puramente folk, deixando um pouco de lado as nuances progressivas muito presentes nos dois últimos trabalhos. Neste disco também contaram com a participação de Peter Buck, guitarrista do R.E.M., contribuindo com os arranjos em três músicas. Colin Meloy posteriormente afirmou que o R.E.M. havia sido uma inspiração durante a composição e a gravação de uma parte do material do álbum. "Down by the Water", uma faixa do novo álbum, foi lançada através do site oficial da banda em 2 de novembro e, logo após, foi disponibilizada gratuitamente no iTunes. Mais tarde, a música seria indicada na categoria Melhor Canção de Rock no 54º Grammy Awards. The King is Dead estreou no topo da Billboard 200 nos Estados Unidos após o lançamento, sendo essa a primeira vez que um álbum do Decemberists alcançara a marca. Comparado com os trabalhos anteriores da banda, que era influenciada pelo revival do folk britânico, The King is Dead foi mais influenciado pelos gêneros tradicionais norte-americanos como o country, o blues, entre outros.
A turnê "Popes of Pendarvia World Tour" começou com um show em 25 de janeiro de 2011, no Beacon Theatre, em Nova Iorque. A turnê, que incluía apresentações nos EUA, Canadá e Europa, encerrou-se em 26 de agosto, em Troutdale, Oregon. Durante a turnê, em 3 de maio, foi anunciado no site oficial da banda que Jenny Conlee foi diagnosticada com câncer de mama e deveria se ausentar da maior parte dos shows remanescentes, enquanto se tratava e se recuperava. Em apoio à sua companheira, a banda criou a camiseta "Team Jenny" para o Yellow Bird Project, como forma de arrecadar dinheiro para a organização Planned Parenthood. Posteriormente, Conlee recuperou-se totalmente, após o câncer entrar em remissão.
Enquanto isso, em 7 de abril de 2011, a banda lançou um clipe para a música "This is Why We Fight". Dirigido por Aaron Stewart-Ahn, o clipe retrata uma banda de adolescentes vivendo em um sombria sociedade pós-apocalíptica. Enojados com o domínio tirânico de seu "rei", um garoto e uma garota lideram um grupo de dissidentes longe do acampamento. Indignado, o rei e suas forças atacam, mas o vídeo acaba antes que qualquer resolução possa ser vista. Em agosto, um pacote com oito músicas foi lançado no iTunes, incluindo seis faixas já lançadas anteriormente e dois novos covers: "Hey, That's No Way to Say Goodbye" de Leonard Cohen e "When U Love Somebody" do Fruit Bats. Mais tarde naquele mês, um novo clipe estreou para a faixa "Calamity Song". O vídeo retrata um jogo, jogado em uma quadra de tênis por crianças, que simula uma guerra termonuclear como descrita na cena "Eschaton" do romance Infinite Jest, do autor David Foster Wallace.
Meloy anunciou durante a turnê que o grupo entraria em um hiato de alguns anos assim que a turnê acabasse. Para coroar este período de atividade, a banda lançou o EP "Long Live the King", com músicas descartadas de The King is Dead, em 1º de novembro de 2011, assim como um álbum ao vivo da última turnê, intitulado We All Raise Our Voices to the Air (Live Songs 04.11--08.11), em 13 de março de 2012. Além disso, a banda gravou uma canção para a trilha sonora de The Hunger Games, chamada "One Engine". A trilha, The Hunger Games: Songs from District 12 and Beyond, foi lançada em 20 de março de 2012.
Durante o hiato, a única atividade do grupo como The Decemberists foi uma aparição no 7º episódio da 24ª temporada de The Simpsons, no qual a banda foi desenhada no estilo tradicional da animação e apresentada como os novos professores de música da escola de Springfield. Além disso, a música tema do episódio foi feita com a pegada folk do The Decemberists.

### 2014-2015:What a Terrible World, What a Beatiful World
Durante sua turnê solo em 2013, Meloy anunciou que os Decemberists iriam retornar do hiato e começar a trabalhar no novo álbum no próximo ano. O hiato se encerrou oficialmente em 5 de março de 2014, com o anúncio de dois shows no Crystal Ballroom de Portland, o primeiro show da banda em três anos, onde eles tocaram todas as músicas de seu primeiro álbum, Castways and Cutouts. Em 24 de abril, ainda estabelecendo seu retorno, a banda se apresentou no episódio final da 6ª temporada da série Parks and Recreation. Além disso, o The Decemberists foi a banda supresa do Boston Calling Music Festival de 2014, onde eles se apresentaram no dia 24 de maio.
Em 3 de novembro de 2014, "Make You Better", o primeiro single do The Decemberists saído do novo álbum, foi lançado, e em 20 de janeiro de 2015, o sétimo álbum de estúdio da banda, What a Terrible World, What a Beatiful World, foi lançado. Para comemorar tanto o lançamento do novo álbum como o sucesso da banda como um todo, a data de 20 de janeiro foi oficialmente declarada como "Decemberists Day" (Dia dos Decemberists) na cidade natal do grupo, Portland, Oregon, pelo prefeito Charlie Hales.
Para divulgar o álbum, a banda se apresentou em talk shows como Jimmy Kimmel Live! e Conan e, em 11 de fevereiro, embarcaram para uma turnê européia que incluía shows na Irlanda, Reino Unido, Países Baixos, Bélgica, Suíca, Alemanha e Itália. Uma turnê norte-americana começou em 21 de março de 2015, na cidade de Portland.
Em 9 de outubro de 2015, o The Decemberists lançou um EP de cinco faixas compiladas de sobras das gravações de What a Terrible World, What a Beatiful World, intitulado "Florasongs".

### 2018:I'll Be Your Girl
Em 17 de janeiro de 2018, a banda anunciou o novo álbum I'll Be Your Girl, lançado em 16 de março. O álbum foi produzido por John Congleton e foi acompanhado de turnê.

## Membros

### Atualmente
- Colin Meloy (voz, guitarra)
- Chris Funk (multi-instrumentalista)
- Jenny Conlee (voz, órgãos, acordeão, escaleta, piano, teclados)
- Nate Query (baixo)
- John Moen (bateria, escaleta)

### Ex-membros
- Jesse Emerson (baixo) - "Her Majesty"
- Ezra Holbrook (bateria, backing vocals) - "Castaways and Cutouts"; (backing vocals) - "The Crane Wife"
- Rachel Blumberg (voz, bateria) - "Her Majesty", "Billy Liar" (single), "The Tain" e "Picaresque"
- David Langenes (guitarra)
- Petra Haden (violino, voz) - "Picaresque", turnê de "The Crane Wife"
- Lisa Molinaro (viola, guitar, teclados, voz) - turnê de "The Crane Wife"

## Discografia

### Álbuns
- Castaways and Cutouts (2002)
- Her Majesty the Decemberists (2003)
- Picaresque (2005)
- The Crane Wife (2006)
- The Hazards of Love (2009)
- The King is Dead (2011)
- What a Terrible World, What a Beautiful World (2015)
- I'll Be Your Girl (2018)
- As It Ever Was, So It Will Be Again (2024)

### Singles e EPs
- "5 Songs" EP (2001)
- "Billy Liar" (single) (2004)
- "The Tain" EP (2005)
- "Sixteen Military Wives" (single) (2006)
- "Picaresquities" EP (2006)
- "O Valencia!" (single) (2007)
- "Long Live the King" EP (2011)
- "Florasongs" EP (2015)
- "Traveling On" EP (2018)

### DVDs
- "The Decemberists: A Practical Handbook" (2007)